# Nemeura longstaffi
Nemeura longstaffi is een insect uit de familie van de Nemopteridae, die tot de orde netvleugeligen (Neuroptera) behoort. 
Nemeura longstaffi is voor het eerst wetenschappelijk beschreven door Navás in 1915.